# Plaza de la Libertad (Járkov)

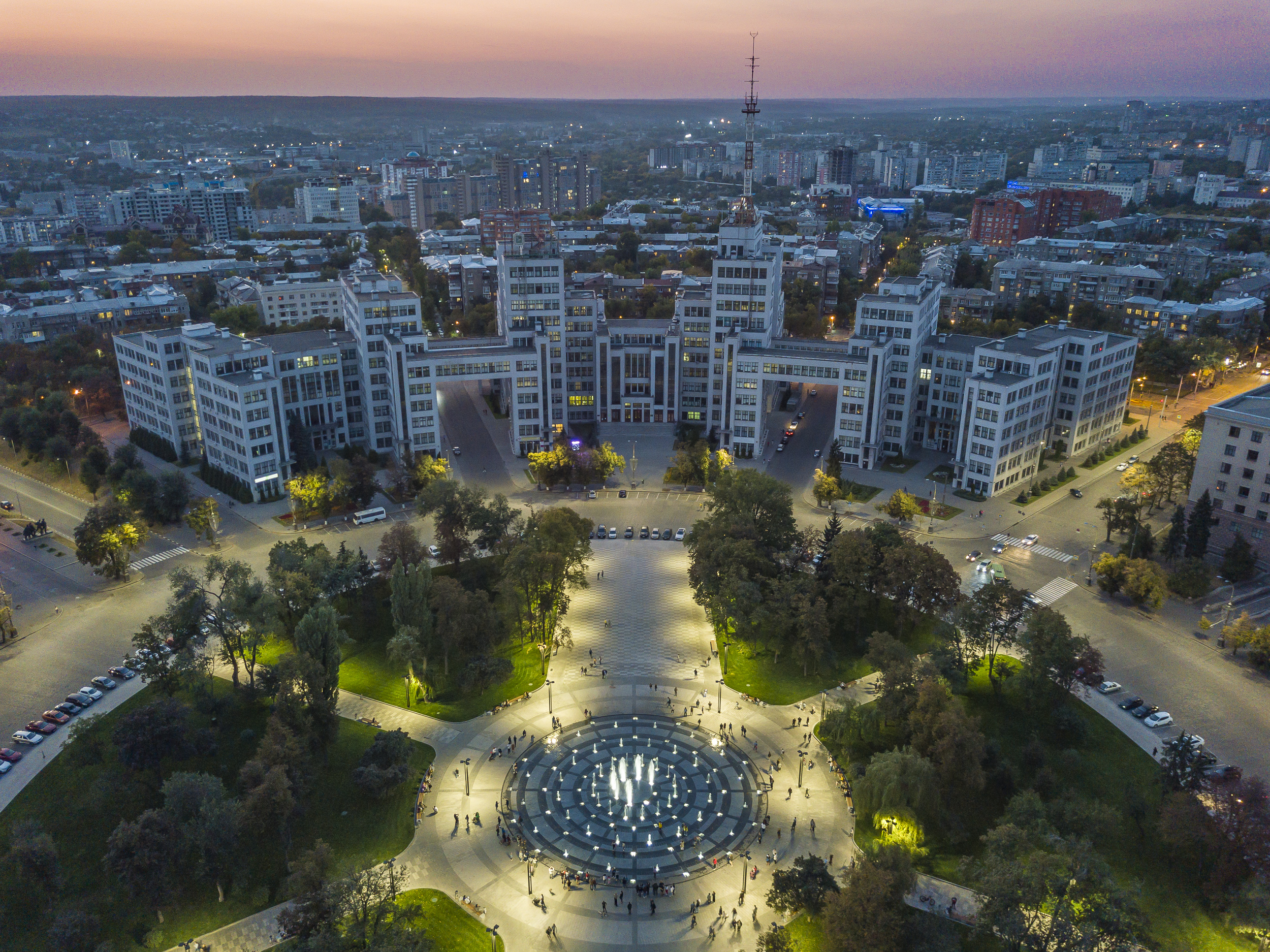
Vista aérea de la plaza de la Libertad de Járkov.

La plaza de la Libertad (Anteriormente llamada Plaza Dzerzhynskoho)  (en ucraniano: Майдан Свободи, Maidán Svobody) es una plaza ubicada en la ciudad de Járkov, en Ucrania, siendo la novena plaza más grande del mundo.
Durante la era soviética se llamaba Plaza Dzerzhinski en honor al fundador de la policía secreta bolchevique Félix Dzerzhinsky, la Checa (precursora de la KGB); mantuvo este nombre hasta la caída de la Unión Soviética y la declaración de Independencia de Ucrania en 1991, cuando su nombre cambió al actual. Hubo una estatua de Lenin en el centro de la plaza desde 1964 hasta el 29 de septiembre de 2014, cuando fue derribada por manifestantes ucranianos.
La parte principal de la plaza estaba limitada al oeste por la estatua de Lenin hasta su derribo en 2014, al este por la calle Sumska, al norte por el hotel Járkov y al sur por el parque de Tarás Shevchenko. Tiene entre 690-750 metros de longitud y 96-125 metros de ancho. La superficie total es de aproximadamente entre 11,6 y 11,9 hectáreas. En la plaza se encuentra el complejo de edificios Derzhprom y el edificio oficial de la administración municipal.
En 2008, la banda Queen + Paul Rodgers reunió a más de 350 000 personas en la plaza de la Libertad, un concierto que fue grabado en DVD y luego vendido bajo el nombre Live in Ukraine.